# László Klinga
László Klinga, född den 9 juli 1947 i Mosonszentpéter, Ungern, är en ungersk brottare som tog OS-brons i bantamviktsbrottning i fristilsklassen 1972 i München. 